# Бритос, Мигель
Мигель Анхель Бритос Кабрера (исп. Miguel Ángel Britos Cabrera; 17 июля 1985, Монтевидео) — уругвайский футболист, защитник.

## Карьера
Мигель Бритос начал карьеру в 2005 году в клубе «Феникс» из Монтевидео. Он провёл за эту команду два сезона сыграв в 37 матчах и забив 5 голов. В 2006 году он перешёл в «Хувентуд Лас-Пьедрас», где также выступал два сезона. В июле 2007 года Бритос был куплен клубом «Монтевидео Уондерерс», за который футболист провёл 14 игр и забил 1 мяч.
В 2008 году Мигель был куплен итальянской «Болоньей» за 4 млн евро. 21 сентября он дебютировал в составе команды в матче с «Фиорентиной». В первом сезоне уругвайский защитник провёл в команде 16 игр и забил 1 мяч. В следующем сезоне Бритос постепенно стал игроком основного состава «Болоньи», проведя за сезон 24 матча. В сезоне 2010/11 Мигель завоевал место в основе клуба. За сезон футболист провёл 34 матча и забил 3 гола. После удачного сезона на футболиста стали претендовать «Ювентус» и «Наполи», «Эспаньол» и «Манчестер Сити».
12 июля 2011 года Бритос перешёл в «Наполи», заплативший за него за 8 млн евро, плюс аренду Луиджи Витале. Контракт был подписан на 4 года с заработной платой в 1,4 млн евро. Во время предсезонного турнира, Кубка Жоана Гампера, в матче с «Барселоной» Бритос получил перелом пятой плюсневой кости правой ноги, из-за чего на 4 месяца остался вне футбола. 12 января 2012 года он впервые после травмы вышел на поле в матче Кубка Италии с «Чезеной».
22 июля 2015 года перешёл в «Уотфорд». Контракт подписан сроком на 3 года.

## Достижения
- Обладатель Кубка Италии: 2012, 2014
- Обладатель Суперкубка Италии: 2014